# Marc Mommaas
Marc Mommaas (12 september 1969) is een Nederlandse jazzsaxofonist.

## Biografie
Mommaas komt uit een artiestenfamilie. Zijn moeder is operazangeres en pianiste, zijn vader schilder. In 1997 werden de eerste opnamen gemaakt met Fay Victor. Na zijn studie en het behalen van een master in communicatiewetenschappen, verhuisde hij in 1997 naar New York na het ontvangen van twee beurzen (Stichting Podium Kunsten, Prins Bernhard Cultuurfonds en Anjer Fondsen). Daar vervolgde hij zijn studie aan de Manhattan School of Music, behaalde een Master in Jazz Performance en ontving de William H. Borden Award. In de daaropvolgende jaren toerde hij met zijn band door de Verenigde Staten en Canada. In 1999 kwam zijn debuutalbum Global Motion Trio uit, met Nikolaj Hess (piano) en John Hébert (contrabas). In 2001 kwam de drummer Tony Moreno bij het trio. In 2003 verscheen het album Global Motion bij Sunnyside Records, dat positieve recensies kreeg in Downbeat, JazzTimes, Jazzimprov en All About Jazz. In 2009 nam hij het album Landmark op met Nate Radley, Vic Juris, Rez Abbasi en Tony Moreno. Op het gebied van jazz was hij tussen 1997 en 2012 betrokken bij 14 opnamesessies, waaronder ook met Armen Donelian, Rez Abbasi en Amina Figarova.